# Santiago Lorén Esteban
Santiago Lorén Esteban (Belchite, 10 de juliol de 1918 - Saragossa, 25 de novembre de 2010) va ser un metge i escriptor espanyol, guanyador de la segona edició del Premi Planeta en 1953.

## Biografia
Complerts els 18 anys va ser cridat a files i va entrar per casualitat en la Sanitat Militar atenent a ferits en rereguarda durant la Guerra civil espanyola, adscrit al bàndol nacional. Després de finalitzar la contesa va decidir estudiar Medicina. Va ser guardonat amb el premi Planeta en 1953 per Una casa con goteras una novel·la realista amb tocs d'humor negre. La seva carrera literària va ser molt polifacètica, incloent guions radiofònics i televisius i assessorament per a famoses sèries de televisió, com la biografia sobre Santiago Ramón y Cajal i sobre Sender, realitzades per TVE. També va ser periodista (va col·laborar a La Codorniz, Heraldo de Aragón, Pueblo, Diario 16 d'Aragó i el Periódico de Aragón) i professor d'història de la Medicina a la Universitat de Saragossa.
Ja en democràcia es va presentar a regidor pel Partido Socialista Popular d'Enrique Tierno Galván, encara que li van faltar 1000 vots per obtenir l'acta. Va ser reconegut per l'Ajuntament de Saragossa amb el títol de Fill Adoptiu de la ciutat (1991).

## Obres

### Novel·les
- Cuerpos, almas y todo eso (1952)
- Una casa con goteras (premi Planeta, 1953)
- La vieja del molino de aceite (premi Ateneo de Sevilla, 1984)
- Memoria parcial (premi Espejo de España, 1985)
- Hospital de guerra (premi Ciudad de Teruel, 1982)
- Siete alcobas
- El verdugo cuidadoso
- Mi señor don Fernando

### Contes
- Diálogos con mi enfermera
- La Rebotica
- La muerte ríe

### Assaigs
- Del electrón a Dios
- La frigidez como problema

### Altres
- Un muerto para empezar (teatre)
- Diálogos con mi asistenta (guió radiofònic)